# John Mayer
John Clayton Mayer (Bridgeport, Connecticut, 16 de outubro de 1977) é um cantor e compositor, guitarrista e produtor musical norte-americano.
Mayer frequentou a Berklee College of Music em Boston, mas abandonou o curso e mudou-se para Atlanta em 1997 com seu amigo Clay Cook. Juntos, eles formaram uma banda de curta duração chamada Lo-Fi Masters. Após o fim da banda, Mayer continuou a tocar em clubes locais. Após sua participação no Festival South by Southwest de 2001, ele assinou com a Aware Records, e depois com Columbia Records, que lançou seu primeiro EP, Inside Wants Out. Seus dois álbuns seguintes — Room for Squares (2001) e Heavier Things (2003) — fizeram sucesso comercialmente, atingindo o status de multi-platina. Em 2003, ele ganhou o Prêmio Grammy de melhor canção pop masculina pelo single “Your Body Is a Wonderland”.
Em 2005, Mayer se afastou da música acústica que caracterizou seus primeiros discos, e começou a tocar o blues e o rock que o influenciaram como músico. Ele colaborou com artistas de blues como B. B. King, Buddy Guy e Eric Clapton. Integrando o John Mayer Trio, ele lançou um álbum ao vivo em 2005 chamado Try!, e seu terceiro álbum de estúdio Continuum em 2006. Ambos os álbuns foram bem recebidos pela crítica, e Continuum rendeu a Mayer um Prêmio Grammy para melhor álbum vocal pop em 2007. Ele também ganhou na categoria melhor canção pop masculina por "Waiting on the World to Change". Esse álbum foi seguido por Battle Studies em 2009, um retorno ao pop, apoiado pela turnê Battle Studies World Tour.
Depois de ter vários incidentes controversos com a mídia, Mayer se retirou da vida pública em 2010 e começou a trabalhar em seu quinto álbum de estúdio, Born and Raised. Entretanto, a descoberta de um granuloma em suas cordas vocais atrasou o lançamento do álbum até maio de 2012. O álbum recebeu uma recepção geralmente favorável, embora tenha tido menos sucesso comercial do que seu trabalho anterior. Em 2013 lançou seu sexto álbum de estúdio, Paradise Valley, que incorpora influências da música country. Em 2014, ele vendeu um total de mais de 20 milhões de álbuns em todo o mundo. Depois de desenvolver um interesse no Grateful Dead e se conectar com Bob Weir, Mayer formou a banda Dead & Company com três ex-músicos do Grateful Dead.
As carreiras secundárias de Mayer se estendem à apresentação na televisão, comédia e escrita; ele escreveu colunas para revistas como a Esquire. Ele apoia diversas causas e se apresentou em eventos beneficentes. Ele é um amante de relógios (com uma coleção que ele valoriza em "dezenas de milhões" de dólares), contribuindo para o site de relojoaria HODINKEE e esteve no júri do Grand Prix d'Horlogerie de Genève (em português: Grande Prêmio de Relojoaria de Genebra).

## Biografia

### Início de vida
John Clayton Mayer nasceu em 16 de outubro de 1977 em Bridgeport, no Connecticut sendo filho de Richard Mayer, um diretor de ensino médio, e Margaret (nascida Hoffman), uma professora de inglês do ensino médio. Ele cresceu em Fairfield, sendo o filho do meio entre o irmão mais velho Carl e o irmão mais novo Ben. Seu pai é judeu e Mayer diz que se relaciona com o judaísmo. Como estudante do ensino médio, Mayer tornou-se amigo próximo do futuro tenista James Blake, e eles costumavam jogar Nintendo juntos depois da escola. Ele frequentou o Centro de Estudos Globais da Brien McMahon High School em Norwalk para o seu primeiro ano (então conhecido como o Centro de Estudos Japoneses no Exterior, um programa especializado para aprender japonês).
Depois de assistir a performance de guitarra de Michael J. Fox como Marty McFly em Back to the Future, Mayer ficou fascinado com o instrumento. Quando ele completou 13 anos, seu pai alugou um para ele Um vizinho deu a Mayer uma cassete Stevie Ray Vaughan, que fez Mayer desenvolver amor pela música blues.a[›] De acordo com Mayer, seu fascínio por Vaughan começou uma “caçada genealógica” que o levou a outros guitarristas de blues, incluindo Buddy Guy, B.B. King, Freddie King, Albert King, Otis Rush e Lightnin' Hopkins. Mayer começou a ter aulas com um dono de uma loja local de guitarras, Al Ferrante, e logo tornou-se consumidor. Seu foco singular preocupava seus pais, e eles o levaram duas vezes para ver um psiquiatra, que determinou que ele era saudável. Mayer diz que o casamento conturbado de seus pais o levou a “desaparecer e criar meu próprio mundo em que eu poderia acreditar”. Após dois anos de prática, ele começou a tocar em bares e outros locais, ainda no ensino médio. Além de se apresentar sozinho, ele era membro de uma banda chamada Villanova Junction (nome inspirado por uma música de Jimi Hendrix) com Tim Procaccini, Joe Beleznay e Rich Wolf.
Quando Mayer tinha dezessete anos, ele foi acometido por arritmia cardíaca e foi hospitalizado por um final de semana. Refletindo sobre o incidente, Mayer disse: "Esse foi o momento em que o compositor nasceu em mim", e escreveu suas primeiras letras na noite em que deixou o hospital. Pouco tempo depois, ele começou a sofrer ataques de pânico e temeu ter que entrar em um hospital psiquiátrico. Ele continua a gerenciar esses episódios com medicação anti-ansiedade.

### Vida Pessoal
Em seu terceiro episódio de Current Mood, ele revelou que estava sóbrio há dois anos. Ele parou de beber depois de ter, segundo ele, uma ressaca de seis dias depois da festa de 30 anos de Drake.

#### Relacionamentos

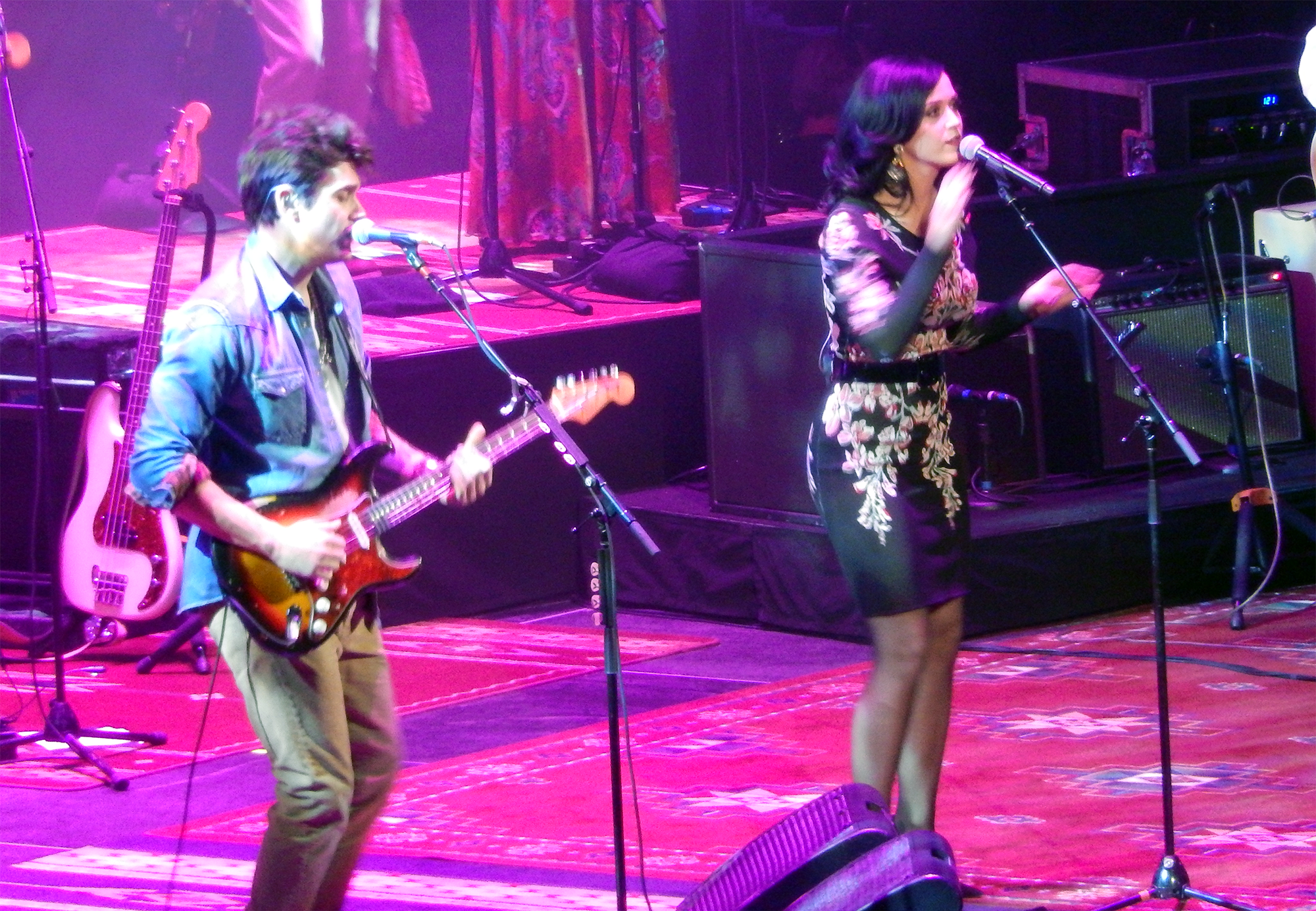
Mayer apresentando-se com sua então namorada, Katy Perry

Mayer nunca se casou, mas esteve envolvido romanticamente com Vanessa Carlton, Jennifer Love Hewitt, Jessica Simpson, Minka Kelly, Jennifer Aniston, Taylor Swift, e Katy Perry.

#### Controvérsias
O relacionamento de Mayer com Jessica Simpson coincidiu com mudanças de comportamento que aumentaram significativamente sua exposição aos tabloides. No início de sua carreira, ele havia expressado sua determinação de evitar completamente drogas, álcool, boates, eventos de tapete vermelho, namoro de celebridades, e qualquer coisa que ele sentisse prejudicaria o foco de sua música. Em entrevistas, no entanto, Mayer aludiu a experimentar um "episódio extremo de ansiedade" em seus vinte anos que o motivou a ser menos recluso. Em 2006, ele mencionou pela primeira vez que havia começado a usar maconha, ele começou a fazer aparições em boates em Los Angeles e Nova York, e Simpson se tornou a primeira de uma série de namoradas famosas, incluindo Jennifer Aniston e Minka Kelly. Em 2007, sua vida pessoal tornou-se alimento regular para a sites de fofoca e, como resultado, Mayer se esforçou para controlar sua imagem pública. Sua presença online aumentou (incluindo posts diários no Twitter), ele começou a fazer brincadeiras para os paparazzi, e ele apresentou um quadro para o show de fofocas TMZ.

Eu abusei dessa capacidade de me expressar, até o ponto em que eu estava expressando coisas que não eram compatíveis com os meus pensamentos.

John Mayer em entrevista para Rolling Stone (janeiro de 2013)
No início de 2010, Mayer deu uma entrevista controversa à revista Playboy. Em resposta a uma pergunta sobre se as mulheres negras estavam interessadas nele, ele disse: “Meu pau é como uma supremacia branca. Eu tenho um coração Benetton e um maldito pau de David Duke. Eu vou começar a namorar separadamente do meu pau.” Ele também usou a palavra “nigger” na entrevista. Isso desencadeou acusações na mídia de ele ser misógino, racista e um ex-namorado que expunha suas ex parceiras. Ele pediu desculpas através do Twitter por seu uso da palavra “nigger”, dizendo: “Foi arrogante da minha parte pensar que eu poderia intelectualizar ... uma palavra que é tão emocionalmente carregada”. Ele também se desculpou em lágrimas com sua banda e fãs em seu show em Nashville mais tarde naquela noite. Nos dois anos seguintes, ele deixou Nova York e se retirou da mídia. Refletindo sobre esse tempo em um episódio de maio de 2012 do The Ellen DeGeneres Show, ele disse: “Eu perdi a cabeça por um tempo e fiz algumas entrevistas idiotas e isso meio que me acordou... Foi um estrondo violento em ser um adulto. Por um par de anos, foi apenas descobrir tudo e estou feliz por ter ficado fora dos holofotes.”
A cantora pop Taylor Swift colaborou com o cantor na música “Half of My Heart” do álbum de novembro de 2009 de Mayer, o Battle Studies. Rumores começaram a circular na mídia que os dois eram um casal, uma afirmação que nenhum dos dois abordou. No entanto, Swift lançou uma música chamada “Dear John” (em português: Querido John) em 2010, que foi amplamente acreditado para ser sobre seu relacionamento com ele. Em junho de 2012, Mayer criticou a música, dizendo que ela nunca o contatou e que “está abusando de seu talento para esfregar as mãos e ir, 'Espere até ele receber uma carga disso!'” A música “Paper Doll” foi relatada como uma canção de resposta. No episódio de 21 de março de 2019 de Current Mood, Mayer disse: “Quando ‘Paper Doll’ saiu, 100% das pessoas acreditavam que era sobre alguém ... Mas a música não era sobre essa pessoa e eu nunca poderia dizer a ninguém, ‘Isso não é verdade’, porque então eu estaria quebrando minha regra de que os compositores não dizem sobre quem as músicas são ou não sobre.”
Em março de 2014, Mayer processou o revendedor de relógios Robert Maron por US$ 656.000 quando descobriu que sete dos US$ 5 milhões em relógios que ele comprou do revendedor continham peças falsificadas. Ele desistiu da ação em maio de 2015, divulgando uma declaração afirmando que a pesquisa restaurou sua “crença de que Bob Maron é um especialista em relógios Rolex e confirmou que Bob Maron nunca lhe vendeu um relógio falsificado”.

## Carreira Musical

### Início da Carreira (1996-1999)
Depois de tocar guitarra por vários anos, Mayer entrou na Berklee College of Music em Boston, Massachusetts aos 19 anos. Ele logo percebeu que, ao invés de estudar música, seu maior interesse era escrever e tocar. Assim, decidiu abandonar os estudos e mudar para Atlanta, Geórgia com seu amigo Clay Cook. Lá, eles formaram uma dupla chamada LoFi Masters, se apresentando em bares locais. Devido a diferenças musicais, os dois acabaram dando fim à dupla após algum tempo, o que levou Mayer a embarcar em uma carreira solo.
Em setembro de 1999, Mayer lançou um EP chamado Inside Wants Out. O EP é formado por 8 músicas nas quais, além de cantar, John toca guitarra. Clay Cook coescreveu várias músicas no EP.

### Room For Squares e Any Given Thursday (2001-2003)
Em junho de 2001, John lançou seu primeiro álbum, Room For Squares. O álbum possui 13 músicas, todas compostas pelo cantor. Com Room For Squares, John obteve sucesso comercial e ganhou um Grammy de Melhor Performance Vocal Pop Masculina, pela canção Your Body Is A Wonderland.
Em fevereiro de 2003, John lançou um álbum e um DVD de um show feito em Birmingham, Atlanta, Any Given Thursday. O álbum incluía músicas até então inéditas, como "Covered in Rain", "Man on the Side" e "Something Missing". Comercialmente, chegou a posição 17 na Billboard 200.

### Heavier Things e As/Is (2003-2004)
Heavier Things, segundo álbum de estúdio de John Mayer, foi lançado em setembro de 2003, alcançando o primeiro lugar na Billboard 200. John escreveu quase todas as músicas do disco sozinho. O single "Daughters" recebeu o Grammy de Canção do Ano em 2005. Ele dedicou o prêmio a sua avó, Annie Hoffman, que havia falecido em maio de 2004. A canção também faturou o Grammy de Melhor Performance Vocal Pop Masculina. Em 2009, John revelou que não julgava merecer o Grammy de Canção do Ano por Daughters por achar que a música If I Ain't Got You de Alicia Keys era melhor. Devido a isso, ele quebrou o troféu e enviou uma parte a Alicia.
John gravou sete shows de sua turnê pelos EUA em 2004. Posteriormente, estas gravações foram lançadas no iTunes sob o título As/Is. Meses depois foi lançado um compilado contendo os melhores momentos do As/Is. O álbum inclui um cover da canção "Inner City Blues (Make Me Wanna Holler)" de Marvin Gaye.
Na edição de 1 de Junho de 2004 da revista Esquire, Mayer começou uma coluna chamada "Music Lessons with John Mayer" (lições musicais com John Mayer). Cada artigo continha uma lição (umas mais técnicas do que outras) e sua visão a respeito de vários tópicos, tanto de interesse pessoal quanto popular. Em uma ocasião ele convidou os leitores a criar a melodia para letras "órfãs" que havia escrito.

### Mudança de estilo musical, John Mayer Trio e Continnum (2004-2008)
Em 2004, John trabalhou com o produtor e artista de hip hop Kanye West, aparecendo na canção "Go" do rapper Common e "Bittersweet" do próprio Kanye West. Quando foi questionado a respeito de sua presença na comunidade de hip hop e seu afastamento da música pop ele disse "Aquilo não é mais música no momento. Por isso, para mim, hip hop é o que o rock costumava ser."
Foi mais ou menos nessa época que ele começou a mostrar mudanças em seus interesses musicais, anunciando que ele estava "fechando a loja de sensibilidade acústica." Em 2005 ele iniciou uma série de colaborações com artistas de blues, incluindo Buddy Guy, BB King, Eric Clapton e o artista de jazz John Scofield. Ele fez turnê como o pianista Herbie Hancock que incluiu um show no Bonnaroo Music Festival em Manchester, Tennessee.
Ainda no mesmo ano, John formou o John Mayer Trio com o baixista Pino Palladino e o baterista Steve Jordan, quem ele conheceu em sessões de estúdio anteriores. O Trio toca uma combinação entre blues e rock. Em novembro de 2005 eles lançaram um disco ao vivo chamado "TRY!". O primeiro compacto, "Who Did You Think I Was?" faz referência à decisão de John de se afastar da música pop acústica. Em outubro de 2005 o John Mayer Trio abriu para os Rolling Stones em uma turnê deles cujos ingressos foram esgotados.
O novo disco de John, "Continuum", lançado em setembro de 2006, foi produzido pelo próprio John Mayer, juntamente com o baterista do trio, Steve Jordan. Este novo disco continua no estilo de seu lançamento com o trio, combinando sua característica música pop com a sensação, som, groove e sensibilidade do blues. Algumas faixas do disco do trio, "Try! Live In Concert", foram lançadas no "Continuum" (mas com "um pouco mais de John") incluindo "Vultures" e "Gravity", além de uma versão cover da canção Bold as Love, originalmente gravada por Jimi Hendrix."Continuum" estreou já na 2ª posição da Billboard e "Waiting On The World To Change" foi a 3ª canção mais comprada da iTunes Store na semana de seu lançamento. No mesmo mês de lançamento do álbum, John fez uma aparição na série CSI: Crime Scene Investigation, tocando "Waiting on the World to Change" e "Slow Dancing in a Burning Room".
Em dezembro de 2006, Mayer recebeu sete indicações aos prêmios Grammy, incluindo uma indicação a Álbum do Ano, por Continnum. O John Mayer Trio recebeu uma indicação pelo disco "Try!". John venceu em duas categorias: Melhor Álbum Pop Vocal, por Continuum e Melhor Música Vocal Pop Masculina por "Waiting on the World to Change". No mesmo mês, John lançou um novo EP, o The Village Sessions, que contém versões acústicas de algumas de suas músicas, incluindo uma versão de "Waiting on the World to Change" com o cantor Ben Harper.
John foi capa da revista Rolling Stone em fevereiro de 2007. Ele foi chamado de um dos novos "Deuses da guitarra".
Em novembro de 2007, um relançamento do álbum Continnum passou a ser comercializado.O relançamento continha um disco bônus com seis faixas ao vivo de sua turnê de 2007: cinco do Continnum e um cover da canção "I Don't Need No Doctor", de Ray Charles. John lançou um novo single, "Say", canção feita para a trilha sonora do filme Antes de Partir. Em dezembro de 2007, "Belief", faixa do disco Continuum, foi indicada a categoria Melhor Música Pop Masculina com Vocais, no Grammy Awards, porém não venceu. Na cerimônia de entrega da premiação, John se apresentou junto de Alicia Keys, tocando guitarra na música No One. Além disso, John foi selecionado pela revista Time como uma das 100 pessoas mais influentes de 2007, junto de outros famosos.
Em julho de 2008, John lançou Where the Light Is, um DVD de um show feito pelo cantor em Los Angeles, no fim de 2007.

### Battle Studies (2009)
Em 2009, John participou como guitarrista e backing vocal em três músicas do artista australiano Guy Sebastian. As músicas foram: "All to Myself", "Fail to Mention" e "Never Be You", do álbum Like It Like That. No mesmo ano, John coescreveu a música "World of Chances" junto com Demi Lovato, para o seu álbum Here We Go Again. Eles também escreveram juntos a canção "Shut Up and Love Me", mas a música acabou sendo descartada e não entrou na versão final do álbum. Demi sempre se declarou uma grande fã de John.
Em junho de 2009, John fez um cover da música Human Nature na guitarra no funeral de Michael Jackson.
Após o estrondoso sucesso de Continnum, John confessou se sentir intimidado em lançar um próximo disco. Ele disse em uma entrevista: "Eu acho que fiquei um pouco mais relaxado quando me dei conta de que, não importa o que eu faça, não vai ser como o Continnum, bom ou não."
Em novembro de 2009, John Mayer lançava seu quarto álbum de estúdio: Battle Studies pela Columbia Records nos Estados Unidos. A produção para o álbum ocorreu durante fevereiro a agosto de 2009 nos estúdios de gravação em Calabasas, Califórnia, Capitol Studios em Hollywood, e The Village, em West Los Angeles, Califórnia, sendo efetuada por Mayer e Steve Jordan.
O álbum estreou em primeiro na US Billboard 200, vendendo 286 mil cópias em sua primeira semana (embora na liberação de singles como 'Who Says' e 'Heartbreak Warfare' tenham tido modestas colocações nas paradas de sucesso antes do lançamento do álbum). Após ser lançado, este alcançou sucesso de vendas em vários outros países e produziu singles que atingiram algum sucesso nas paradas, como 'Perfectly Lonely', 'Half of My Heart', 'Who Says' e 'Heartbreak Warfare'; essas últimas muito divulgadas nos shows de promoção do álbum durante a turnê entre 2009 e 2010 do próprio álbum. Após a sua liberação oficial, Battle Studies recebeu críticas positivas da maioria dos críticos de música, sendo disco de platina pela Recording Industry Association of America e já vendeu 880 mil cópias nos Estados Unidos.
John Mayer explicou o título do álbum - "O álbum se chama Battle Studies porque ele incorpora várias lições e observações, além de alguns conselhos. [Ele] é como um manual, um manual para os corações partidos." e também definiu-o como sendo "um passo adiante na direção de um som extremamente experimental para o homem que ficou conhecido por sua sensibilidade lírica e suas batidas de blues", caracterizando como "o próximo capítulo na história sobre quem eu sou".

### Problemas pessoais, hiato e Born and Raised (2010-2012)
Após quase 3 anos parado entremeio à gravação do novo álbum e devido a complicações causadas por um granuloma localizado em suas cordas vocais, boatos diziam que o lançamento de seu novo álbum seria em outubro de 2011, mas em 16 de setembro do respectivo ano, Mayer postou em seu blog que o disco estava sendo adiado devido aos granulomas descobertos em sua garganta. Apesar disso, ele já havia avisado em seu blog que apesar do "revés temporário", a gravação e mixagem foi totalmente concluída, exceto por algumas faixas vocais. Ele contou em seu blog: "Eu fiz um monte de terapia, como anti-refluxo ácido, e não funcionou. Então entrei em repouso vocal. Sem álcool. Sem comida picante. Sem falar. Em quase todo o mês de setembro eu não estava falando com ninguém: eu usava um teclado Bluetooth que tenho, e alguém tinha que ter um iPad para ler o que escrevo. Tinha de apontar para menus de restaurantes. As pessoas olham para mim como se eu fosse louco". Já em 20 de outubro de 2011, Mayer atualizou seus fãs sobre o tratamento de seu granuloma em seu blog, anunciando que passou por uma cirurgia na tarde do mesmo dia para removê-los e que "estaria em repouso vocal completo por um mês ou mais", durante o qual ele viajou pelo país. Então, em 22 de maio de 2012, foi lançado o quinto álbum de estúdio de John Mayer: Born and Raised. Teve a música 'Shadow Days' como primeiro single, lançado em 27 de fevereiro de 2012, no próprio blog do cantor, sendo disponibilizado para compra como um download digital no dia 6 de março de 2012. O segundo single, "Queen of California", foi mostrado na rádio Hot AC em 13 de agosto de 2012, tendo seu vídeo oficial da música "Queen of California" lançado em 30 de julho de 2012. O terceiro single, "Something Like Olivia", impactou na Triple A rádio em 5 de novembro de 2012. Este álbum marcara o retorno de John Mayer aos olhos do público. Born and Raised marca ainda outra mudança no estilo musical de Mayer, incorporando elementos musicais folk e Americana que levam influências de Bob Dylan, Neil Young, David Crosby e Graham Nash. A revista American Songwriter exclama que "Mayer aproxima 'Born and Raised' como um ator de método, mergulhando de cabeça em seu novo som - uma mistura de folk de Canyon Laurel e Califórnia country-rock", elogiando as habilidades técnicas de Mayer, assim como Don Was no trabalho de produção. Born and Raised recebeu críticas positivas da maioria dos críticos, alguns caracterizando-o como "o seu melhor álbum até à data". Born and Raised é o terceiro álbum de John Mayer que estreou em primeiro lugar no Billboard 200 nos Estados Unidos, vendendo 219 mil unidades em sua primeira semana, sendo primeiro lugar nas paradas do Canadá e em quarto lugar no Reino Unido. A turnê do álbum iniciou apenas em 6 de julho de 2013 na cidade Milwaukee, estado do Wisconsin.

### Paradise Valley e Dead & Company (2013-2016)
Já em 2 de maio de 2013, foi feito pelo próprio Mayer, através de sua conta oficial na rede social Tumblr, que estava produzindo um novo álbum: Paradise Valley. Ele escreveu em seu Tumblr "Novo álbum nesse verão...", explanando que não seria um adicional/complemento de Born and Raised mas "...um novo conjunto de canções para renovar tudo para o verão de 2013." Segue a publicação: "Eu tenho aquela voracidade que sempre precede algo significativo". John Mayer concedeu uma entrevista à Billboard meses antes, onde afirmou que estava trabalhando em um tipo de country que definiu como "aberto e ácido", onde revelou que as inspirações para as novas composições era estar "compondo canções para o palco - que podem durar 15 minutos se você quiser, ou apenas 5".
Paradise Valley é o sexto álbum de estúdio de Mayer. Derivado do blues rock, o material será produzido ainda por Don Was e terá sua divulgação realizada durante a Born and Raised World Tour. O primeiro single (e também a primeira faixa do álbum) é "Paper Doll", lançado em âmbito mundial no dia 18 de junho de 2013. No mesmo dia, um lyric vídeo com a participação da criadora do prancercise (exercício físico que imita os trotes de um cavalo) Joanna Rohrback foi postado no canal oficial do cantor no YouTube. Além do lyric vídeo, Mayer divulgou a capa e a data de lançamento do disco, que ficou marcada para 13 de agosto do mesmo ano, através da gravadora Columbia Records. A faixa foi bem recebida pela crítica contemporânea, estreando na posição de número 77 da Billboard Hot 100. Visto o apoio de sua legião de fãs nas redes sociais com a hashtag #MayerIsBack, Mayer começou a partilhar os bastidores da gravação do álbum para o seu público através das redes sociais, como alguns vídeos mostrando o processo de gravação, assim como fotos. O material foi gravado simultaneamente ao anúncio de uma nova turnê mundial, iniciando em julho e contará com as participações de Phillip Phillips e do grupo Needtobreathe. No dia 1º de julho, a lista de faixas contida no álbum foi divulgada.
Considerado um guitarrista virtuoso, em 2014, John Mayer não só atendeu a convocação do guitarrista americano Jason Becker para participar de uma campanha que visava conscientizar sobre Esclerose Lateral Amiotrófica (ELA) como também tocou uma música do próprio Becker e tomou o famoso banho de balde de água gelada, que viralizou naquele ano.
John gravou um dueto com a cantora Barbra Streisand, para o álbum da cantora, "Partners", lançado em setembro de 2014. A música se chama "Come Rain or Come Shine".
Em fevereiro de 2015, John se apresentou junto com Ed Sheeran, no Grammy Awards. No mesmo mês, enquanto John apresentava o programa The Late Late Show, ele convidou o guitarrista da banda Grateful Dead, Bob Weir, para acompanhá-lo em uma performance em estúdio. Weir, Mickey Hart e Bill Kreutzmann (membros ainda vivos da banda Grateful Dead) estavam então se preparando para a turnê Fare Thee Well: Celebrating 50 Years of the Grateful Dead, e convidaram John para que se juntasse a eles. John aceitou, e então eles formaram o grupo Dead & Company, junto com Jeff Chimenti e Oteil Burbridge, e iniciaram a turnê nos EUA.

### The Search for Everything (2016-presente)
Em 14 de abril de 2017, John Mayer lançou seu sétimo álbum de estúdio, The Search For Everything. O álbum possui 12 canções, todas compostas por Mayer. The Search For Everything alcançou a segunda posição na Billboard 200.
Em maio de 2018, John lançou uma nova música, New Light. O single teve boa repercussão nos charts mundiais, marcando a volta de Mayer às paradas musicais.
Em 2019, John lança dois novos singles, I Guess I Just Feel Like e Carry Me Away.
Em 2020, John lança um single com Leon Bridges, Inside Friend.
Em 2021, John lança um álbum, Sob Rock, com 10 faixas e sendo uma delas - Last Train Home - adaptada para single ballad version ainda no mesmo ano.

### No Brasil
John Mayer fez seu primeiro show no Brasil no dia 19 de setembro de 2013 no Anhembi, em São Paulo. Seu show, que recebeu um público de 35.000 pessoas, teve duração de 2 horas e meia. Dois dias depois, se apresentou no Rock in Rio. Como não era a atração principal da noite, o setlist do show foi curto.
No domingo, dia 22/09, Mayer foi ao Maracanã assistir a partida "Botafogo 1 x 2 Bahia", válida pela 23ª rodada do Campeonato Brasileiro.
John retornou ao Brasil em 2017, onde fez cinco shows em outubro. O cantor passou por São Paulo, Belo Horizonte, Curitiba, Porto Alegre e Rio de Janeiro.

## Discografia
Álbuns de estúdio
- Room for Squares (2001)
- Heavier Things (2003)
- Continuum (2006)
- Battle Studies (2009)
- Born and Raised (2012)
- Paradise Valley (2013)
- The Search for Everything (2017)
- Sob Rock (2021)